# Utah Utes

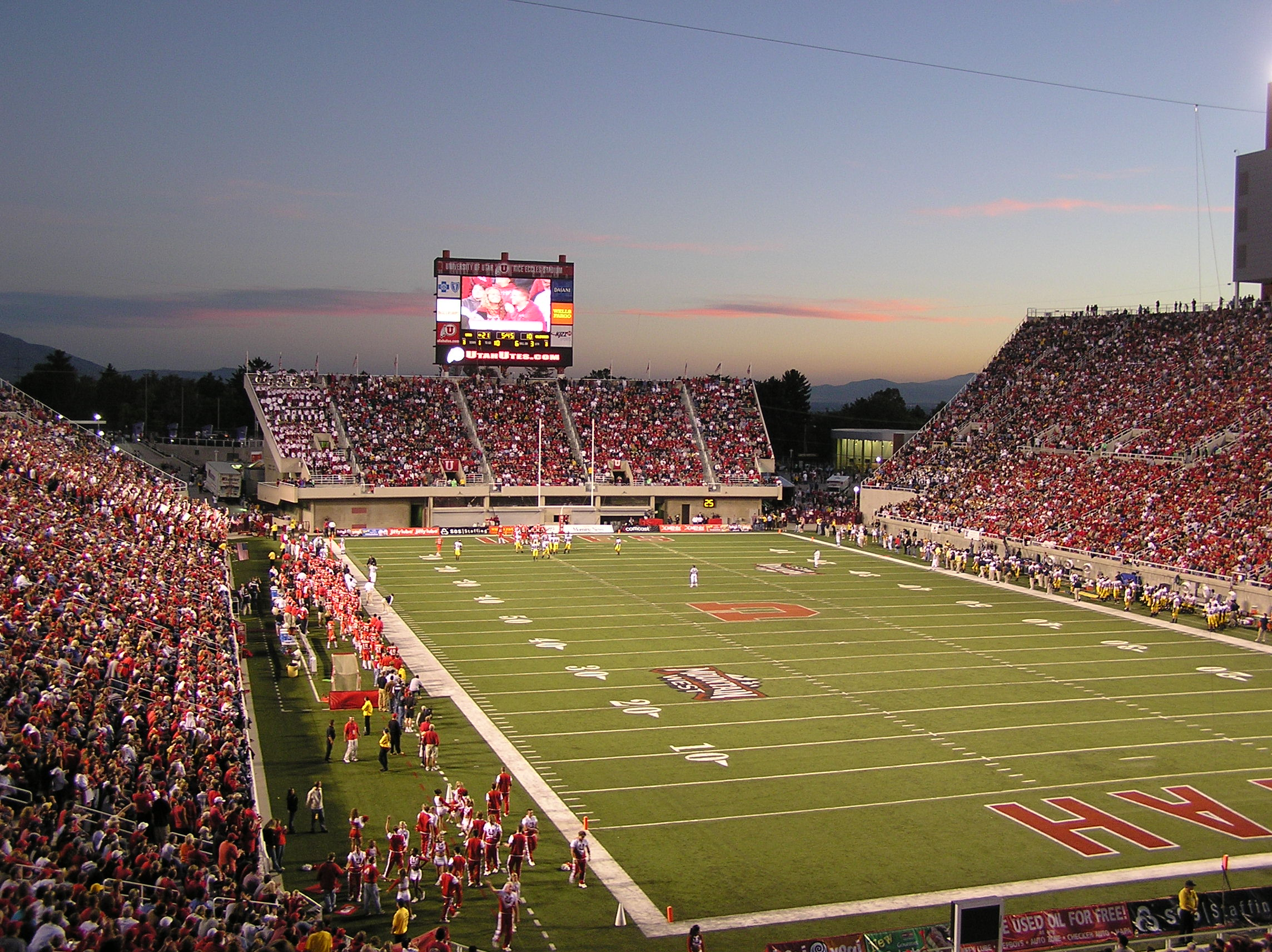
Rice–Eccles Stadium

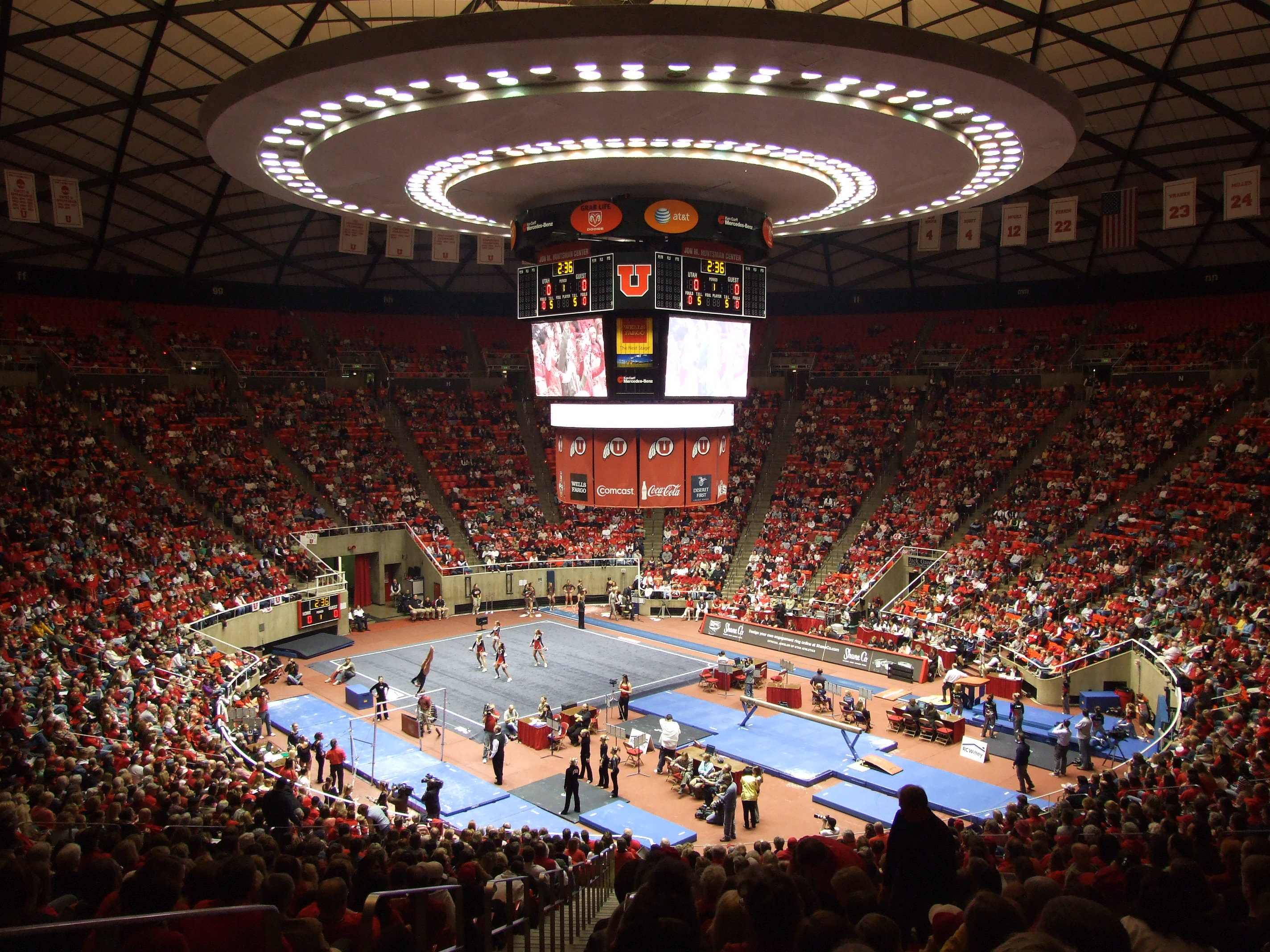
Jon M. Huntsman Center

Utah Utes (español: Utes de Utah) es la denominación de los equipos deportivos de la Universidad de Utah en Salt Lake City. Los equipos de los Utes participan en las competiciones universitarias organizadas por la NCAA, y forman parte de la Big 12 Conference. 
El equipo de fútbol americano fue creado en 1923, y posee 23 títulos de conferencia y 5 bowls. En baloncesto, el equipo cuenta con 28 títulos de conferencia, ha disputado 4 Final Four y ha ganado un título nacional (1944). 

## Programa deportivo
Los Utes participan en las siguientes modalidades deportivas:
| - Masculino - Béisbol - Baloncesto - Fútbol americano - Golf - Lacrosse - Natación - Tenis | - Femenino - Atletismo al aire libre - Atletismo en pista cubierta - Baloncesto - Cross - Fútbol - Gimnasia - Natación - Sóftbol - Tenis - Voleibol cubierta - Voleibol de playa | - Coeducacional - Esquí |

## Números retirados
Baloncesto
| NÚMEROS RETIRADOS |                |           |
| No.               | Jugador        | Años      |
| 4                 | Andrew Bogut   | 2003-2005 |
| 12                | Billy McGill   | 1959-1962 |
| 22                | Arnie Ferrin   | 1943-1948 |
| 23                | Danny Vranes   | 1977-1981 |
| 24                | Andre Miller   | 1995-1999 |
| 33                | Vern Gardner   | 1945-1949 |
| 44                | Keith Van Horn | 1993-1997 |